# 新川直司
新川 直司（あらかわ なおし）は、日本の漫画家。

## 来歴
子供のころから『キン肉マン』や『北斗の拳』の絵を模写しているような漫画好きであったが、当時はプロの漫画家になろうとは考えていなかった。大学進学後は、部屋にこもり漫画を延々と読む日々を過ごしていた。大学時代に漫研に入っている人に出会い刺激を受け、漫画を描くという選択肢を知る。漫画を一人で描きはじめ漫画雑誌の賞に応募するようになり、「月刊少年マガジンチャレンジ大賞」応募作で担当者に目をかけられるようになる。アシスタントの経験がなく師匠のいない新川は、当時の担当編集者から漫画制作のノウハウを学ぶ。アシスタント経験がないため、新川自身「パースなどの基礎がなっていない」と思っており、背景は人に任せている。
2007年、月刊少年マガジンで辻村深月原作の『冷たい校舎の時は止まる』のコミカライズで連載デビュー、2009年からマガジンイーノで女子サッカーを題材にした初のオリジナル作品『さよならフットボール』を連載開始。
2011年から2015年まで、月刊少年マガジンで音楽を題材とした『四月は君の嘘』を連載。同作品は2012年度「マンガ大賞」ノミネート、2013年「講談社漫画賞」少年部門を受賞し、2014年10月からテレビアニメ化、2016年9月には実写映画化された。
2016年から月刊少年マガジンで『さよなら私のクラマー』を連載開始。2020年12月に完結した。
2022年から週刊少年マガジンで『アトワイトゲーム』を、2024年から同誌で『盤上のオリオン』を連載開始。

## 人物

### 漫画制作
コマ割りについて、シリアスなシーンでは縦長のコマを多用しているが、自身を「説明が下手」だと考えている新川は、意図してコマを縦に切り、迫力や「少し違和感を出す」よう描いている。「コミカルなシーンでは、小さいコマを使ったり、横長のコマを使って分かりやすく」描いている。新川は「10代の子たちの会話で真面目な話ばかりすることはあまりない」と考えているため、意識して「真面目なシーンが続いたら、コミカルなシーンを挟む」ようにしている。

## 作品リスト

### 漫画作品
- 冷たい校舎の時は止まる（原作：辻村深月、『月刊少年マガジン』2008年1月号 - 2009年5月号）
- さよならフットボール（『マガジンイーノ』2009年No.02 - 2010年No.09）
- 四月は君の嘘（『月刊少年マガジン』2011年5月号 - 2015年3月号）
- さよなら私のクラマー（『月刊少年マガジン』2016年6月号 - 2021年1月号）
- アトワイトゲーム（『週刊少年マガジン』2022年44号[12] - 2023年19号[15]）
- 盤上のオリオン（『週刊少年マガジン』2024年6号[13] - 連載中）

### 書籍
- 『冷たい校舎の時は止まる』、原作：辻村深月、講談社〈講談社KCデラックス〉2008年 - 2009年、全4巻
  - （文庫本）講談社〈講談社文庫〉2012年、全2巻
- 『さよならフットボール』、講談社〈KCデラックス〉2010年、全2巻
  - （新装版）講談社〈講談社コミックス〉2014年、全2巻
- 『四月は君の嘘』、講談社〈講談社コミックス〉2011年 - 2015年、全11巻
  - （新装版）講談社〈KCデラックス〉2024年 - 2025年、全6巻
- 『さよなら私のクラマー』、講談社〈講談社コミックス〉2016年 - 2021年、全14巻
- 『アトワイトゲーム』、講談社〈講談社コミックス〉2022年 - 2023年、全3巻
  1. 2022年12月16日発売[16][17]、ISBN 978-4-06-529717-9
  2. 2023年3月16日発売[18]、ISBN 978-4-06-530929-2
  3. 2023年6月15日発売[19]、ISBN 978-4-06-531887-4
- 『盤上のオリオン』、講談社〈講談社コミックス〉2024年 - 刊行中、既刊6巻（2025年6月17日現在）
  1. 2024年4月17日発売[20][21]、ISBN 978-4-06-535117-8
  2. 2024年6月17日発売[22]、ISBN 978-4-06-535782-8
  3. 2024年9月17日発売[23]、ISBN 978-4-06-536772-8
  4. 2024年12月17日発売[24]、ISBN 978-4-06-537771-0
  5. 2025年3月17日発売[25]、ISBN 978-4-06-538714-6
  6. 2025年6月17日発売[26]、ISBN 978-4-06-539763-3

### その他
- Occultic;Nine -オカルティック・ナイン-（テレビアニメ、2016年）第5話エンドカード